# Cuprostibite
La cuprostibite est un minéral très rare de la classe des sulfures. Il a été nommé ainsi en 1969 par C. Sorensen, Evgeny Ivanovich Semenov Semenov, Marianna Sergeevna Bezsmertnaya, et E. B. Khalezova à partir des racines latines de sa composition chimique, cupro- et stibium.

## Classification
La cuprostibite est classée dans le groupe 2.AA.20 selon la classification de Nickel-Strunz (2 pour les Sulfures et les sulfosels (sulfures, séléniures, tellurures ; arséniures, antimoniures, bismuthures ; sulfarsénites, sulfantimonites, sulfbismuthites, etc.); A pour Alliages et A pour Alliages de métalloïdes avec Cu, Ag, Au ; le nombre 20 correspond a la position du minéral au sein du groupe).
Dans la classification de Dana, le minéral se trouve dans le groupe 2.4.11.1 (2 pour les Sulfures et 4 pour AmBnXp, avec (m+n):p = 2:1 ; 11 et 1 correspondent à la position du minéral au sein du groupe).

## Caractéristiques
La cuprostibite est un antimoniure de cuivre et de thallium de formule chimique Cu2(Sb,Tl). Elle cristallise dans le système tétragonal. Sa dureté sur l'échelle de Mohs est de 4.

## Formation et gisements
Elle a été décrite en Europe, en Amérique du Nord et au Groenland. Dans des veines de syénite-sodalite et de dolomite minéralisée. Sa localité type est le Mont Nakalak (Nakalaq ; Nakkaalaaq), zone de Taseq, complexe intrusif d'Ilimaussaq, Narsaq, Kujalleq, au Groenland.